# Marcus Willén Ode
Rolf Marcus Willén Ode, född Willén 12 april 1972 i Hallsbergs församling, Örebro län, är en svensk litteraturvetare, präst politiker, tonsättare   och präst. 
Willén Ode studerade teologi vid Uppsala universitet och prästvigdes 2001 för Strängnäs stift av biskop Jonas Jonson.
Som tonsättare kom Willén Ode 2004 i final i Uppsala universitets körkompositionstävling med ”Jag sov, men mitt hjärta är vaket”, framförd av Allmänna sången och Peter Dijkstra. Han har därefter skrivit beställningsverk för Svenska kammarorkestern, cellokonserten ”Rekviem” (2006) och orkesterverket ”Ansikte mot ansikte” (2010), det senare uruppfört av Brett Dean. Kammarmusikaliska verk har framförts av bland annat Stockholms saxofonkvartett.
Efter studier i litteraturvetenskap vid Örebro universitet disputerade han 2009 för filosofie doktorsexamen på avhandlingen Konsten att upphöja det ringa. Om Torgny Lindgrens litterära metod". Finansierad av Vetenskapsrådet bedrev han 2011–2014 ett forskningsprojekt vid Uppsala universitet om retorik och ideologi inom svenskt frimureri under 1700-talet. 
Willén Ode är sedan 2015 kommunalfullmäktig för Miljöpartiet i Örebro kommun och ordförande för Strängnäs stiftshistoriska sällskap.
År 2017–2022 var han styrande mästare i den lokala logen av Par Bricole.